# 薄姑
薄姑，又被记作蒲姑，中国商代的的一个诸侯国，侯爵。该国故地位于今山东省鲁北地区，西周初年被灭后其地被封给了齐国。

## 文献记载
《左传·昭公九年》记载“及武王克商，蒲姑、商奄，吾东土也”：周武王灭掉商朝之后，薄姑和商奄成为周人在东方的领土。《史记·周本纪》记载“召公为保，周公为师，东伐淮夷残奄，迁其君薄姑”：周公灭奄之后将奄君迁到了薄姑。《汉书·地理志》记载“周成王时，薄姑氏与四国（管、蔡、殷、奄）共作乱，成王灭之，以封师尚父”，薄姑叛周被灭，故地被封给了姜尚。结合上述文献，薄姑可能是因为参与三监之乱，而灭亡于周公东征。
清朝初年顾祖禹所撰《读史方舆纪要》称薄姑故城在博兴县东北十五里。《山东省古地名辞典》称薄姑遗址在博兴县博兴镇东南10公里，寨郝乡寨卞村北1公里处。

## 考古文物
美国旧金山亚洲艺术博物馆收藏有一件1927年由党玉琨在陕西宝鸡盗掘出土的西周早期青铜鼎，该鼎被称为周公东征方鼎，鼎内有35字铭文：“隹（唯）周公于征伐東夷、豐白（伯）、尃古（薄姑），咸□（戡）。公歸薦于周廟。戊辰飲秦飲，公賞爯貝百朋，用乍（作）尊鼎。”
學者殷之彝認為，商代銅器上記載的亞醜族，即是指薄姑。